# Susulaku
Susulaku is een bestuurslaag in het regentschap Timor Tengah Utara van de provincie Oost-Nusa Tenggara, Indonesië. Susulaku telt 906 inwoners (volkstelling 2010).